# (20631) Stefuller
(20631) Stefuller (1999 TW91) – planetoida z pasa głównego asteroid okrążająca Słońce w ciągu 3,59 lat w średniej odległości 2,34 j.a. Odkryta 2 października 1999 roku.